# A Waiter's Wasted Life
A Waiter's Wasted Life è un cortometraggio muto del 1918 diretto da William Watson e Jack White.

## Produzione
Il film fu prodotto dalla Fox Film Corporation (come Sunshine Comedies).

## Distribuzione
Distribuito dalla Fox Film Corporation, il film - un cortometraggio in due bobine - uscì nelle sale cinematografiche USA il 7 aprile 1918. Ne venne fatta una riedizione che fu distribuita sul mercato americano il 30 agosto 1920.